# Nouveau Front démocratique
Le Nouveau Front démocratique (en anglais : New Democratic Front, en singhalais : නව ප්‍රජාතන්ත්‍රවාදී පෙරමුණ, Nava Prajathantravadi Peramun, en tamoul : புதிய ஜனநாயக முன்னணி) est un parti politique du Sri Lanka fondé en 2009, mais dont l'origine remonte à 1993.
À l'issue de l'élection du 8 janvier 2015, son candidat Maithripala Sirisena est élu président du Sri Lanka.

## Élections

### Élection présidentielle de 2010
Le général Sarath Fonseka, ancien chef d'état-major de la Défense et commandant de l'armée sri-lankaise, était le candidat du parti aux élections présidentielles de 2010,. Il se présentait aux élections en tant que candidat de l'opposition commune, et était soutenu par l'United National Party (UNP) et le Janatha Vimukthi Peramuna (JVP), les deux principaux partis d'opposition au parti au pouvoir, le Sri Lanka Freedom Party. 

### Élection présidentielle de 2015
En décembre 2014, le candidat présidentiel Maithripala Sirisena a déposé sa caution pour les élections présidentielles de 2015, sous le Symbole du cygne du Nouveau Front démocratique. Sirisena a remporté l'élection présidentielle le 8 janvier 2015 et a été investi nouveau président du Sri Lanka le 9 janvier 2015 après avoir battu le président sortant Mahinda Rajapaksa.

## Résultat électoraux

### Élections présidentielles
| Année | Candidat             | Voix      | %       | Rang |
| ----- | -------------------- | --------- | ------- | ---- |
| 2010  | Sarath Fonseka       | 4 173 185 | 40,15 % | 2e   |
| 2015  | Maithripala Sirisena | 6 217 162 | 51,28 % | 1re  |
| 2019  | Sajith Premadasa     | 5 564 239 | 41,99 % | 2e   |

### Élections législatives
| Année | Voix    | %    | Sièges  | Position |
| ----- | ------- | ---- | ------- | -------- |
| 2024  | 500 835 | 4,49 | 5 / 225 | 3e       |